# Хав'єр Бальбоа
Хав'єр Бальбоа (ісп. Javier Balboa, * 13 травня 1985, Мадрид) — футболіст іспанського походження, натуралізований Екваторіальною Гвінеєю. Нападник португальського клубу «Бейра-Мар» та національної збірної Екваторіальної Гвінеї.
Чемпіон Іспанії.

## Клубна кар'єра
Вихованець футбольної школи клубу «Реал Мадрид».
У дорослому футболі дебютував 2004 року виступами за третю команду мадридського клубу («Реал Мадрид C»), в якій провів один сезон, взявши участь у 34 матчах чемпіонату. У 2005—2006 роках захищав кольори другої команди «Реала», а 2006 року провів свої перші ігри за головну команду «королівського клубу».
У 2006—2007 роках на умовах оренди грав у складі команди клубу «Расінг».
У 2007 році повернувся до складу клубу «Реал Мадрид». Цього разу відіграв за королівський клуб повний сезон своєї ігрової кар'єри. За цей час зіграв лише 5 матчів чемпіонату, виборовши, втім, разом з командою титул чемпіона Іспанії.
У 2008 році уклав контракт з португальським клубом «Бенфіка», у складі якого провів наступні два роки своєї кар'єри гравця. 
У 2010 років захищав кольори команди клубу «Картахена», в якому грав на правах оренди.
З 2010 року знову, цього разу один сезон захищав кольори команди клубу «Бенфіка». 
У 2011 році на правах оренди виступав за клую «Альбасете».
До складу клубу «Бейра-Мар» приєднався 2011 року. Відіграв за клуб з Авейру 48 матчів в національному чемпіонаті.

## Виступи за збірну
У 2007 році дебютував в офіційних матчах у складі національної збірної Екваторіальної Гвінеї. Наразі провів у формі головної команди країни 11 матчів, забивши 1 гол.

## Титули і досягнення
- Чемпіон Іспанії (1):

«Реал Мадрид»:  2007–08
- Володар Кубка португальської ліги (1):

«Бенфіка»:  2008–09